# 산프란시스코 FC

산프란시스코 풋볼 클럽 데 라 초레라(San Francisco Fútbol Club de La Chorrera)는 라초레라를 연고지로 하는 파나마의 축구 구단이다. 1971년 9월에 데포르티보 라프레비소라(Deportivo La Previsora)라는 이름으로 창단되었으며 클럽 이름은 서파나마 주 라초레라 구의 수호성인인 파올라의 프란치스코에서 유래된 이름이다.

## 성적
- 리가 파나메냐 데 풋볼 (9): 1994-95, 1995-96, 2005 (C), 2006 (A), 2007 (C), 2008 (A), 2009 (A), 2011 (C), 2014 (C)

## 선수 명단

### 현역
참고: FIFA 자격 규정에 따라 소속된 국가대표팀 국기를 표시합니다. 선수는 복수의 FIFA 비회원국 국적을 가지고 있을 수 있습니다.
| 번호 | 포지션 | 국적     | 이름              |
| ---- | ------ | -------- | ----------------- |
| 11   | MF     | 콜롬비아 | 예이슨 톨로사     |
| 28   | DF     | 콜롬비아 | 조이너 아스프릴라 |

| 번호 | 포지션 | 국적 | 이름 |
| ---- | ------ | ---- | ---- |